# Електрически звездобройци
Електрическите звездобройци (Astroscopus) са род актиноптери от семейство Звездобройци (Uranoscopidae).
Таксонът е описан за пръв път от Джеймс Карсън Бреворт през 1860 година.

## Видове
- Astroscopus guttatus – Северноамерикански звездоброец
- Astroscopus sexspinosus
- Astroscopus y-graecum
- Astroscopus ygraecum
- Astroscopus zephyreus